# Tezaurus
Tezaurus – słownik odzwierciedlający strukturę pola semantycznego danego języka informacyjno-wyszukiwawczego, obejmujący deskryptory, ich relacje oraz reguły stosowania.
Tezaurusy tworzy się dla języków deskryptorowych, w których to językach znajdują się deskryptory związane relacjami paradygmatycznymi oraz askryptory.
Artykuł słownikowy tezaurusa składa się z hasła (znajduje się w nim nazwa pola semantycznego) i wyrażeń tworzących pole semantyczne:
- synonimy,
- hiponimy,
- hiperonimy,
- antonimy,
- wyrażenia powiązane relacjami asocjacyjnymi[1].

Tezaurusy mogą tworzyć system (kompletny zbiór terminów z obszernej dziedziny wiedzy) złożony zwykle z: tezaurusa centralnego (kompletne słownictwo) lub tezaurusa podstawowego (główne terminy) i spójnych z nimi tezaurusów cząstkowych lub tezaurusów specjalistycznych (branżowych, dziedzinowych).
Pierwszym słownikiem tego rodzaju był Roget’s Thesaurus of English Words and Phrases Classified and Arranged so to Assist in Literary Composition z 1852 roku, opracowany przez Petera Marka Rogeta. Sama nazwa thesaurus pochodzi z języka łacińskiego, w którym słowo to znaczy m.in. „skarbiec”.